# ハワード・レヴィ
ハワード・レヴィ（Howard Levy、1951年7月31日 - ）は、アメリカ合衆国のジャズ・ハーモニカ奏者、ピアニストである。

## プロフィール
ニューヨーク・ブルックリン生まれ。セッション・ミュージシャンとして数多くの作品をレコーディングした後、バンジョー奏者のベラ・フレックらとともにベラ・フレック&ザ・フレックトーンズを結成。うち初期3枚まで在籍し、1993年にバンドを脱退した後は主にソロ活動に従事している。1997年の第39回グラミー賞(ベスト・ポップ・インストゥルメンタル・パフォーマンス部門)において、彼らの"The Sinister Minister"(レコーディングは1991年)が表彰された。なお彼が今までにレコーディングに参加したアルバムやサウンドトラックの総数は200枚以上にもなるといわれている。また、ハーモニカでオーケストラと共演する等その活動の幅は広い。
彼はオーバーブロー、オーバードロー奏法を開発した画期的なハーモニカ奏者としても知られ、この奏法によりブルースハープ（10ホールズ・ハーモニカ）においてクロマチック・スケールの演奏が可能となった。あらゆる音程を自由自在に操る名手である。

## ディスコグラフィ

### リーダー・アルバム
- Carnival of Souls (1995年、Silver Wave)
- 『故郷』 - The Old Country (1996年、M.A.) ※with ミロスラフ・タディッチ、マーク・ナウシーフ
- The Stranger's Hand (1999年、Tone Center) ※with ジェリー・グッドマン、オテイル・バーブリッジ、スティーヴ・スミス
- Cappuccino (2004年、Balkan Samba) ※with Fox Fehling
- Secret Dream (2005年、Balkan Samba)
- Howard Levy & Paul Sprawl (2005年、Balkan Samba)
- Time Capsules (2009年、Balkan Samba)
- Tonight and Tomorrow (2009年、CD Baby/Chicago Sessions)
- Silver & Black (2009年、Enja)
- Concerto for Diatonic Harmonica & Orchestra (2010年、Balkan Samba)
- Alone and Together (2010年、Balkan Samba)
- Steering by the Stars (2010年、Stonecutter)
- Out of the Box (2012年、Balkan Samba)
- Matzah to Menorah (2012年、Balkan Samba)
- First Takes (2014年、Balkan Samba)
- Tango and Jazz (2016年、Balkan Samba)[2][3]
- Art + Adrenaline (2018年、Balkan Samba) ※with Chris Siebold

ベラ・フレック&ザ・フレックトーンズ
- Béla Fleck and the Flecktones (1990年)
- 『フライト・オブ・ザ・コズミック・ヒッポ』 - Flight of the Cosmic Hippo (1991年)
- 『UFO TOFU』 - UFO Tofu (1992年)
- Live Art (1996年)
- Rocket Science (2011年)

ラビ・アブ＝カリル
- The Sultan's Picnic (1994年、Enja)
- Odd Times (1997年、Enja)

サモ・サラモン
- Peaks of Light (2018年、Samo)